# La Chapelle-Naude
La Chapelle-Naude é uma comuna francesa na região administrativa de Borgonha-Franco-Condado, no departamento Saône-et-Loire. Estende-se por uma área de 19 km². Em 2010 a comuna tinha 525 habitantes (densidade: 27,6 hab./km²).